# アラン・ジェイ・ラーナー
アラン・ジェイ・ラーナー（Alan Jay Lerner、1918年8月31日 - 1986年6月14日）は、アメリカ合衆国の作詞家、リブレット作家。

## 人物
フレデリック・ロウやバートン・レインと協力してミュージカル作品を作成した。
ニューヨークに生まれ、ハーヴァード大学に学ぶ。在学中からミュージカルの台本を書き、ジュリアード音楽院で音楽を学んだ。ボクシングで左目を失明し、第二次世界大戦での徴兵を免れた。ラジオの台本を書いていて、オーストリアの作曲家フレデリック・ロウと知り合い、ミュージカルの台本を書く。1947年、『ブリガドーン』がヒットする。1956年には、ジョージ・バーナード・ショーの『ピグマリオン』を原作とする『マイ・フェア・レディ』を発表し大ヒットとなる。ほかに『恋の手ほどき』などがある。
私生活では八回結婚し、最後の妻はリズ・ロバートソンだった。

## 主な作品

### 舞台
特記がないものはフレデリック・ロウ作曲。
- What's Up?（1943年）
- The Day Before Spring（1945年）
- ブリガドーン Brigadoon（1947年）
- Love Life（1948年）作曲クルト・ヴァイル
- ペンチャー・ワゴン Paint Your Wagon（1951年）
- マイ・フェア・レディ My Fair Lady（1956年）
- キャメロット Camelot（1960年）
- 晴れた日に永遠が見える On a Clear Day You Can See Forever（1965年）作曲バートン・レイン
- Coco（1969年）作曲アンドレ・プレヴィン
- Gigi（1973年）※1958年の映画「恋の手ほどき」を舞台化。
- 1600 Pennsylvania Avenue（1976年）作曲レナード・バーンスタイン

### 映画
Source: TCM
- 恋愛準決勝戦（1951年） 脚本・作詞
- 巴里のアメリカ人（1951年）脚本
- ブリガドーン（1954年）脚本・作詞
- 恋の手ほどき（1958年）脚本・作詞
- マイ・フェア・レディ（1964年）脚本・作詞
- キャメロット（1967）脚本・作詞
- ペンチャー・ワゴン（1969年）製作・脚本・作詞
- 晴れた日に永遠が見える（1970年）脚本・作詞
- 星の王子さま（1974年）脚本・作詞

## 著書邦訳
- 『ミュージカル物語 オッフェンバックから『キャッツ』まで』千葉文夫、星優子、梅本淳子訳 筑摩書房 1990年